# John Trend
Adrian Ioan Urian (n. 27 octombrie 1975, Sibiu, România) este un muzician și dj român care activează sub pseudonimul de John Trend.

## Biografie
S-a nascut în Sibiu, la data de 27 octombrie 1975, oraș în care si-a inceput si activitatea de dj, în anii 1990, la Radio Activ și Radio Sibiu.
Dupa o perioada petrecuta ca dj în cluburile din Sibiu s-a mutat la Timișoara unde a activat ca rezident, sub aliasul de Dj Jo, în mai multe cluburi din regiunea de vest, precum: Park Place, Heaven Studio, Toniq Bar, Scottish Pub, în Timișoara, precum și în Moskeea și Soho din Arad.
Incepând cu 2012 activează sub aliasul de John Trend, devenind unul dintre dj-ii rezidenți la Ponton Casa Baraj din Văliug, unde are ocazia sa mixeze alături de: Dirty Nano, Claptone, Stefan Biniak, Ninetoes, Oxia, Teenage Mutants, Nhan Solo, Mat.Joe, Dj Optick sau Adrian Eftimie. Tot din 2012 devine parte din proiectul muzical Maestros Del Ritmo.
Din 2013 devine unul dintre dj-ii rezidenți ai clubului Epic Society din Timișoara, având ocazia sa imparta pupitrul cu artiști precum: Nora En Pure, Purple Disco Machine, Robosonic, Mahmut Orhan, Sebastien sau Burak Yeter.
A facut parte din lineup-ul Untold Festival în 2016, 2017, 2018, 2019 și 2021 (ca parte a proiectului Maestros Del Ritmo), 2022 și 2023. De asemenea, a fost oaspetele festivalurilor: Neversea, Flight Festival, Arad Open Air, Deep In The Forest sau Festival of Lights.
Ca producator muzical, a lansat mai multe piese si remixuri, pentre care și o reinterpretare a piesei lui Sebastien, „High On You”, împreuna cu Dirty Nano, lansat la casa de discuri a dj-ului olandez Armin van Buuren, Armada Records.

## Discografie

### 2015
- Sebastien - High On You (Dirty Nano & John Trend remix) - Armada Music
- Rihanna, Kanye West, Paul McCartney - FourFiveSeconds (Dirty Nano & John Trend remix)
- Adele - Hello (Dirty Nano & John Trend Remix)
- Wiz Khalifa - See You Again ft. Charlie Puth (Dirty Nano & John Trend remix)

### 2021
- Adele - Easy On Me (John Trend & Kataa remix)

### 2022
- Fireboy DML & Ed Sheeran - Peru (John Trend & Kataa remix)
- Sistem feat. Simona Nae - Sperante (John Trend & Kataa remix) - I NAME IT
- John Trend & Kataa feat. Carina - Summertime
- Sam Smith feat. Kim Petras - Unholy (John Trend & Kataa remix)

### 2023
- Laura Stoica - Mai Frumoasa (John Trend & Kataa remix)
- The Motans - Sativa (John Trend & Kataa remix) - Global Records
- Dirty Nano feat. Giulia - Fumez Amintiri (John Trend & Kataa remix) - Global Records